# Arrondissement de Fort Liberté
Arrondissement de Fort Liberté (franska: Fort Liberté) är ett arrondissement i Haiti.   Det ligger i departementet Nord-Est, i den nordöstra delen av landet, 130 km norr om huvudstaden Port-au-Prince. Antalet invånare är 51 550. Arean är 350 kvadratkilometer.
Terrängen i Arrondissement de Fort Liberté är varierad.